# French Vernacular Books
French Vernacular Books (deutsch: Bücher in der französischen Vernakularsprache), Kürzel FB, ist eine Bibliographie der Universität St Andrews, die alle auf Französisch erhaltenen Druckwerke aus dem 15. und 16. Jahrhundert katalogisiert. Das Anschlussprojekt French Books widmet sich der Erfassung aller in Frankreich zu dieser Zeit auf Latein und anderen Sprachen veröffentlichten Werke. Beide Verzeichnisse flossen im November 2011 in den USTC ein, der alle in diesem Zeitraum in Europa gedruckten und heute noch existierenden Bücher erstmals in einer einzigen Datenbank zusammenfasst.
French Vernacular Books führt insgesamt fast 52.000 unterschiedliche Werke auf, die auf ungefähr 180.000 Exemplare entfallen, von denen über 100.000 nach dem Autopsieverfahren von den Bibliographen persönlich begutachtet wurden. Die Nachforschungen erstreckten sich auf mehr als 1650 Bibliotheken weltweit, davon rund 450 in Frankreich selbst. Nach eigenem Bekunden gelang es dem Projekt dabei, viele bis dato unbekannte Titel und Ausgaben ausfindig zu machen. Ca. 40 % der katalogisierten Bücher existieren bloß noch als Einzelexemplare, über ein Drittel befindet sich nur in Sammlungen außerhalb Frankreichs.
Die Forschungsergebnisse wurden 2007 als zweibändiger Kurztitelkatalog bei Brill veröffentlicht. Das im Oktober 2011 erschienene French Books beinhaltet über 40.000 Ausgaben.